# Wulfila longidens
Wulfila longidens là một loài nhện trong họ Anyphaenidae.
Loài này thuộc chi Wulfila. Wulfila longidens được Cândido Firmino de Mello-Leitão miêu tả năm 1948.